# Киришинефтеоргсинтез

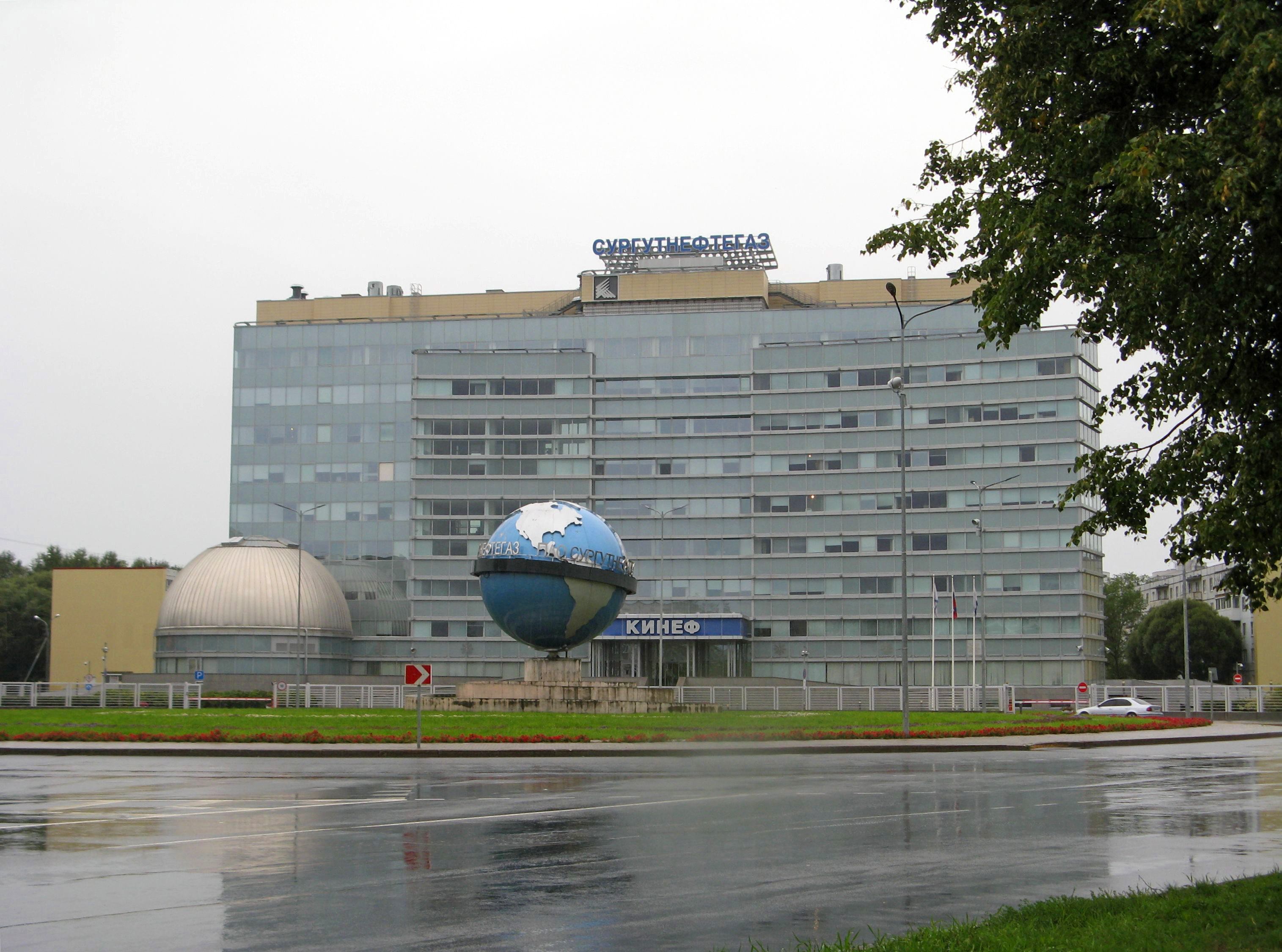
ЗДУ-4 (здание заводоуправления) ООО «КИНЕФ»

Киришинефтеоргсинтез — нефтеперерабатывающее предприятие в городе Кириши Ленинградской области.
Предприятие получает сырьё по трубопроводу из центров распределения в Ярославской области. Комбинат получает западно-сибирскую и волго-уральскую нефть. Крупнейший нефтеперегонный завод России по количеству произведённого топлива, градообразующее предприятие города Кириши.

## История
Предприятие введено в эксплуатацию в 1966 году. НПЗ на Волхове был построен в рекордно короткие сроки: строительство завода началось в 1961 году, а 22 марта 1966 года был подписан акт государственной комиссии о сдаче в эксплуатацию первой очереди НПЗ. Завод тогда представлял собой минимально необходимый комплекс установок, задачей которых было обеспечение Северо-Запада бензином, дизельным топливом и мазутом. Начиная с 1974 года, КНПЗ приступил к производству сырья для нефтехимии. В ассортименте продукции завода появились бензол, толуол, изопентан, нормальные пентан и бутан, нефрас. В 1981 году была пущена установка каталитического риформинга, способная перерабатывать до миллиона тонн сырья в год, а в 1988 году — гидроочистка дизельных топлив, мощностью в два миллиона тонн.
С 1996 года статус завода — ООО «ПО "Киришинефтеоргсинтез"».
Предприятие выпускает неэтилированные автомобильные бензины, дизельное топливо, топливо для реактивных двигателей, мазуты, нефтяные битумы, углеводородные сжиженные газы, нефтяную ароматику и растворители, полиалкилбензол, линейный алкилбензол, нефтяные парафины, серную кислоту, серу, кровельные материалы. Завод производит около 80 наименований нефтепродуктов.

## Руководство и собственники
В 1993 году была создана вертикально-интегрированная компания «Сургутнефтегаз» с Киришским НПЗ в её составе. Камешков Алексей Викторович — генеральный директор ООО «КИНЕФ» с 21 апреля 2025 года..

## Профсоюз
Профсоюз КИНЕФа — один из крупнейших в российской химической отрасли, на 2016 год в организацию входили 99,7 % семитысячного коллектива предприятия. Председатель профсоюза КИНЕФа — Виктор Иванович Флоцкий.

## Выпускаемые продукты
Глубина переработки нефти:
- в 2010 г. – 45 %;
- в 2018 г. – 63 %.

По объёму переработки (20 млн тонн в год) Киришинефтеоргсинтез входит в пятёрку крупнейших заводов страны. Киришинефтеоргсинтез производит все виды топлива, а также продукцию для нефтехимической и лакокрасочной промышленности, для предприятий бытовой химии и строительной индустрии. Продукция завода:
- ароматические углеводороды;
- бензины;
- битум;
- дизельное топливо;
- жидкий парафин;
- керосины;
- кислород;
- кровельные и гидроизоляционные материалы;
- линейный алкилбензол;
- мазуты;
- нефтебитумы;
- растворители;
- сера техническая;
- серная кислота;
- серная кислота контактная, техническая;
- сжиженные газы;
- товарные ксилолы;
- топливо судовое.

## Происшествия

### Авария 18 марта 1986 года
18 марта рано утром на Киришском нефтеперерабатывающем заводе при заполнении резервуара ёмкостью 10 тыс. т из-за оплошности операторов произошёл перелив бензина, и в обваловании резервуара вспыхнули пары топлива, загорелся и сам резервуар. Огонь повредил автоматическую систему управления задвижками, поэтому открыть их для перекачки бензина в соседний резервуар было невозможно. Двое суток продолжалось охлаждение резервуара и горящих задвижек водой, после чего была предпринята пенная атака внутрь горящего резервуара. Пенная атака с использованием 23 станций ГПС-600 и 2 станций ГПС-2000 ликвидировала горение внутри резервуара. Тушение пожара продолжалось 85 часов. 19 наиболее отличившихся работников пожарной охраны были награждены орденами и медалями.

### Авария 29 мая 2008 года
29 мая около 2 часов 30 минут произошёл взрыв и последующее возгорание на установке ЛГ-24/7-1200 (гидроочистка дизельного топлива). Взрыв и пожар возникли вследствие утечки водородосодержащей смеси в помещении компрессорной. Пожару была присвоена третья категория сложности, его удалось ликвидировать через час с момента начала.
В результате происшествия один человек погиб, четверо получили серьёзные ожоги, но врачам не удалось их спасти.
К расследованию причин аварии в качестве экспертов были привлечены специалисты Ростехнадзора.

### Пожар 5 августа 2009 года
Утром в одном из цехов воспламенился гидроочиститель дизельного топлива. В результате возгорания никто не пострадал. Пожар удалось ликвидировать в 11:10 мск.
По данным областного управления МЧС, сообщение о возгорании печной установки в резервуарном парке предприятия поступило 5 августа 2009 года в 10:32 мск. В 10:58 мск возгорание, которому присвоили третью категорию сложности, было локализовано.
Авария 25 мая 2017 года
При проведении газоопасных работ сотрудниками ВГСО на гидравлическом затворе факельной линии цеха № 42 в 9:30 произошёл взрыв и последующее возгорание, которое было ликвидировано пожарной охраной в 9:55. Двое бойцов отделения погибли на месте. Двое получили серьёзные ожоги — 90 и 70 % тела. Спасти их не удалось. Вечером 25 мая было возбуждено уголовное дело по статье 217 УК РФ (нарушение правил безопасности на взрывоопасных объектах).